# Stor-Ådertjärnen
Stor-Ådertjärnen är en sjö i Bergs kommun och Östersunds kommun i Jämtland och ingår i Indalsälvens huvudavrinningsområde. Sjön har en area på 0,394 kvadratkilometer och ligger 353,2 meter över havet.

## Delavrinningsområde
Stor-Ådertjärnen ingår i det delavrinningsområde (697840-144323) som SMHI kallar för Utloppet av Stor-Lersjön. Medelhöjden är 356 meter över havet och ytan är 18,21 kvadratkilometer. Det finns inga avrinningsområden uppströms utan avrinningsområdet är högsta punkten. Vattendraget som avvattnar avrinningsområdet har biflödesordning 3, vilket innebär att vattnet flödar genom totalt 3 vattendrag innan det når havet efter 284 kilometer. Avrinningsområdet består mestadels av skog (74 procent). Avrinningsområdet har 1,5 kvadratkilometer vattenytor vilket ger det en sjöprocent på 8,2 procent.